# Jovellana repens
Jovellana repens är en toffelblomsväxtart som först beskrevs av Joseph Dalton Hooker, och fick sitt nu gällande namn av Kränzl.. Jovellana repens ingår i släktet Jovellana och familjen toffelblomsväxter. Inga underarter finns listade i Catalogue of Life.